# Khargapur
Khargapur is een nagar panchayat (plaats) in het district Tikamgarh van de Indiase staat Madhya Pradesh. 

## Demografie
Volgens de Indiase volkstelling van 2001 wonen er 12.412 mensen in Khargapur, waarvan 53% mannelijk en 47% vrouwelijk is. De plaats heeft een alfabetiseringsgraad van 50%. 